# DataMatrix-kód

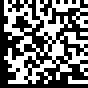
Egy DataMatrix-kód. Jelentése: Wikipédia, a szabad enciklopédia!

A DataMatrix-kód egyike a legnépszerűbb kétdimenziós (2D-s) kódoknak. Az 1980-as évek végén az Amerikai Egyesült Államokbeli Acuity Corp révén lett híres.

## Szabványosítás
A DataMatrix 2000-ben vált nemzetközi ISO/IEC 16022 szabvánnyá, melyet 2008-ban az ISO/IEC TR 24720 szabvány követett. 2004-ben a GS-1, a globális szabványok terén működő nemzetközi szervezet a DataMatrixot hivatalos GS-1 standardként ismerte el.

## Tulajdonságai
- Adatsűrűsége nagyobb, mint a többsoros 2D-s, illetve vonalkód (1D) jelképeké.
- A Datamatrix-kód csak 2D-s olvasókkal feldolgozható (pl. CCD-image scanner).
- Nyílt szabványokra épül.
- jól alkalmazható, mint kisméretű azonosító jel a terméken, de akár automatikus raktári olvasása is alkalmas különböző szállítói csomagolásokon.
- Nyomtatható a lineáris jelképekhez használt eszközökkel.
- A Datamatrix jelkép lehetővé teszi numerikus, alfa-numerikus, ASCII, bináris tartalom, nemzeti karakterek kódolását is.[2]

### Adattárolási képessége
A 144x144 ECC-200 DataMatrix-kód maximum 3116 numerikus, 2335 alfanumerikus vagy 1556 bináris karaktert tárolhat.

### Hibajavításiképességek
Maga a szabvány hibafelismerő és javító algoritmussal is el van látva, amely segítségével még olyan DataMatrix kódok is sikeresen olvashatók, amelyek össze vannak karcolva, foltosak, koszosak vagy akár a kód 20%-ban hiányos.
A nyomtatási kontrasztnál sincsen komolyabb követelmény megadva, ezért még a gyengébb minőségű kódokat is biztonsággal beolvassák a mai modern kódolvasó eszközök, rendszerek.
Ezek miatt vált nagyon népszerűvé az olyan helyeken, ahol a kód különböző külső behatásoknak, mint például zsír, kosz, festék, vegyi bevonatok lehet kitéve.

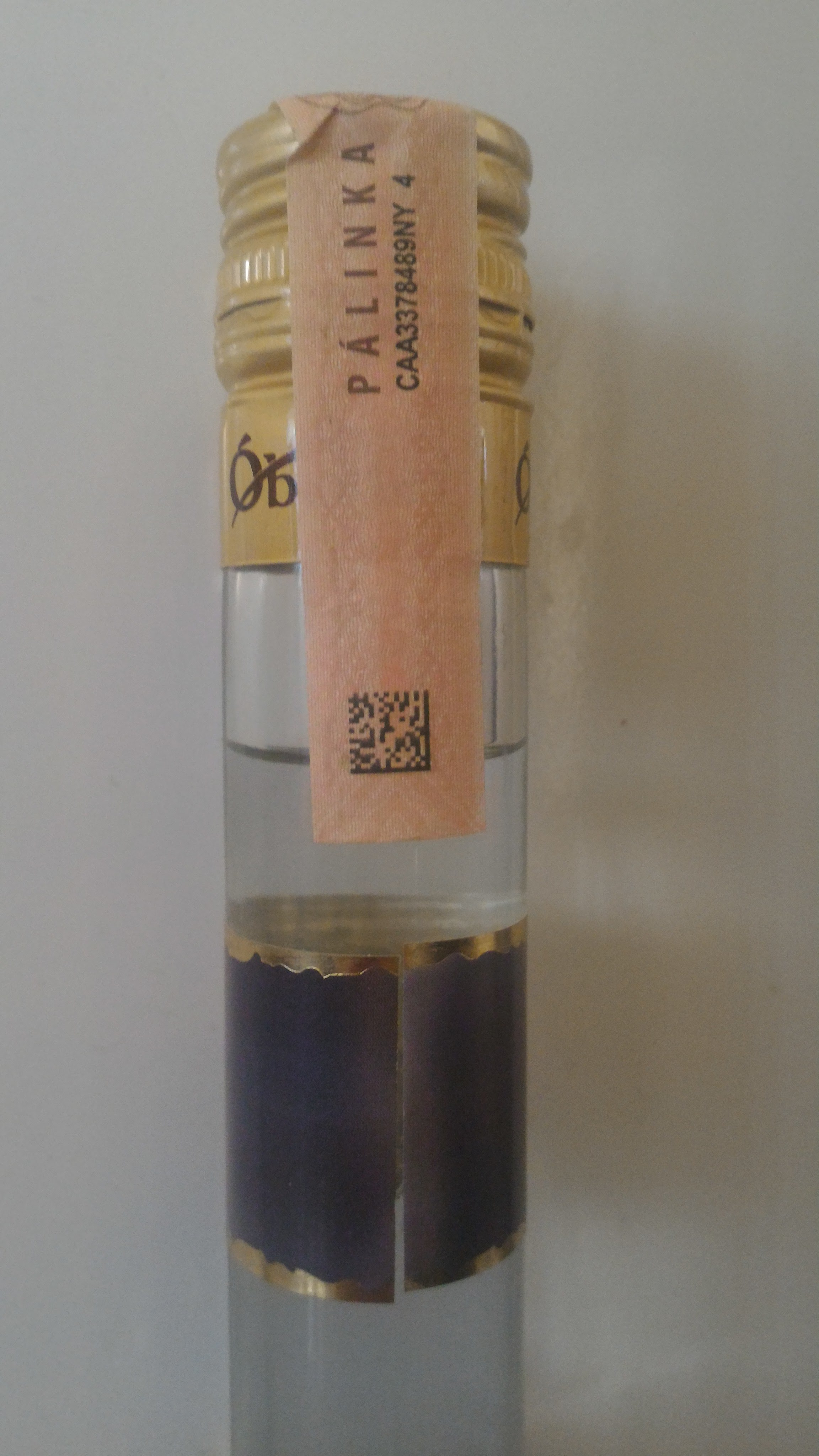
DataMatrix egy pálinkásüvegen

## Felhasználása
Egyre elterjedtebb az autóiparban, elektronikai alkatrészeknél és a gyógyszeriparban. Mindez azért, mivel a QR-kódhoz képest sokkal kisebb méretben is nagyon jól olvasható.